# أرتيم تشيبوتاريف
أرتيم تشيبوتاريف (بالروسية: Чеботарёв, Артём Николаевич)‏ (مواليد 26 أكتوبر 1988) هو ملاكم روسي، مثّل بلاده في الألعاب الأولمبية الصيفية 2016.

## وصلات خارجية
أرتيم تشيبوتاريف على موقع بوكس ريك (الإنجليزية) (registration required)
- أرتيم تشيبوتاريف على موقع اللجنة الأولمبية الدولية (الإنجليزية)
- أرتيم تشيبوتاريف على موقع أوليمبيديا (الإنجليزية)